# المنصورة (مصر)
المَنصُورَة هي مدينة مصرية، عاصمة محافظة الدقهلية، وكذلك عاصمة مركز المنصورة. تقع المدينة شرق الدلتا وشمال مصر وتطل على الضفة الشرقية لفرع دمياط بنهر النيل، وتواجه مدينة طلخا مباشرةً. أُنشئت المنصورة في القرن السابع الهجري (الثالث عشر الميلادي) في عهد السلطان الكامل الأيوبي، وسُمّيت بهذا الاسم تفاؤلا بانتصار القوات الأيوبية على قوات الحملة الصليبية الخامسة.
تضم المدينة جامعة المنصورة أحد أقدم وأهم الجامعات بمصر وتضم كليات متعددة في الطب والهندسة والعلوم والآداب وغيرها. كما تشتهر بمراكزها الطبية المتخصصة مثل مركز جراحة الجهاز الهضمي ومركز الكلى والمسالك البولية ومركز زراعة الكبد والتي تقدم خدماتها على مستوى الجمهورية.

## التاريخ

صورة لشارع قديم بالمنصورة

أنشأها الملك الكامل محمد بن الملك العادل من ملوك الدولة الأيوبية عام 616 هـ ـ 1219م واختار موقع المدينة الحالي بالذات لأنها كانت محاطة بالمياه من ثلاث جهات فيسهل التحصن بها وعدة أسباب أخرى أبرزها موقعه الاستراتيجي الذي يُمكِّن قطع طريق السفن الصليبية إن استخدمت مجرى النيل، فضلًا عن قربه من ميناء سمنود الذي كان يمد جنود الأيوبيين بالمؤن والذخائر. واسماها الكامل المنصورة تفاؤلا بانتصاره على قوات الحملة الصليبية الخامسة المتمركزة بدمياط. كما أدار الكامل عليها سورا مما يلي البحر وستره بالآلات الحربية.
سارت القوات الصليبية من دمياط واتجهت نحو معسكر الكامل بالمنصورة، ولما علم الكامل بهذا الأمر بعث بجمع القوات المصرية من القاهرة إلى أسوان واجتمعت عنده قوات شامية بقيادة أخويه الأشرف موسى والمعظم عيسى وعدد من ملوك المدن الأيوبية. فوصلت القوات الصليبية وعسكرت على ضفة بحر أشموم الذي فصلها عن قوات المسلمين، حاولت القوات الصليبية عبور الترعة لملاقاة جيش المسلمين فقوبلوا بوابل من ضربات المنجنيق.
تمركزت القوات المسلمة في مكانها حتى فاض النيل فعبرت طائفة منهم إلى معسكر الصليبين فوقعوا بين حصار مياه النيل وضربات المسلمين. لم يتبقَ أمامهم سوى ممر ضيق للانسحاب إلى دمياط، فآثروا الفرار منه في 26 أغسطس. وقتها كان السلطان الكامل قد بعث فرق لتخريب السدود الواقعة بين المنصورة ودمياط بهدف قطع طريق الانسحاب على القوات الصليبية. فحاصرت المياه الصليبين مجددًا عند البرامون. وهناك انهالت عليهم سهام المسلمين ونبالهم، واستمرت المعركة حتى طلب الصليبيون الصلح في فجر يوم 28 أغسطس.
ذكرها تقي الدين المقريزي في خططه فقال «إن هذه البلد على رأس بحر أشموم (وهو البحر الصغير الآن)، بناها الملك الكامل ناصر الدين محمد بن الملك العادل أبي بكر بن أيوب في سنة 616 هـ عندما ملك الفرنج مدينة دمياط، فنزل في موضع هذه البلدة وخيم به، وبنى قصراً لسكناه وأمر من معه من الأمراء والعساكر بالبناء فبنيت هناك عدة دور ونصبت الأسواق، وأدار عليها سوراً مما يلي البحر (يقصد فرع النيل الشرقي) وستره بالآلات الحربية والستائر».
عندما تولى الصالح أيوب حكم مصر أعاد ترميم وتجديد أسوار المنصورة، احتلت قوات الحملة الصليبية السابعة بقيادة لويس التاسع مدينة دمياط وبعدها بنحو خمسة أشهر في 20 نوفمبر 1249 ساروا إلى المنصورة، فعسكروا على ضفاف بحر أشموم في 21 ديسمبر، وأصبح البحر مثل المعركة السابقة الفاصل بينهم وبين المسلمين. حاول الصليبيون إقامة جسر ليعبروا عليه إلى الجانب الآخر ولكن المسلمين أمطروهم بالقذائف حتى تخلوا عن الفكرة. شاعت أخبار أحداث المنصورة في مصر فتجمع الناس إليها للمشاركة في صد قوات الحملة.
عثر الصليبيين على مخائض في بحر أشموم في يوم 8 فبراير 1250 فعبرتها فرقتين منهم وهاجموا معسكر المسلمين في «جديلة». بعدما احتل الصليبيون معسكر جديلة تقدموا خلف «روبرت دو أرتوا» نحو المنصورة على أمل القضاء على الجيش المصري برمته. أمسك فارس الدين أقطاي بزمام الأمر ونظم القوات المنسحبة، خطط الجيش لاستدراج القوات الصليبية المهاجمة داخل مدينة المنصورة، فأمر بيبرس بفتح باب من أبواب المنصورة وبتأهب المسلمين من الجنود والعوام داخل المدينة مع الالتزام بالسكون التام.

منظر عام لبيوت المدينة

دخلت القوات الصليبية المدينة ظنًا منها أنها خوت من الجنود والسكان كما حدث من قبل في دمياط فاندفعوا إلى داخل المدينة فخرج عليهم بغتة المماليك البحرية والجمدارية بالسيوف ومعهم العربان والعوام والفلاحين يرمونهم بالرماح والمقاليع والحجارة. قُتل عدد كبير من القوات الصليبية المهاجمة، فلم ينج إلا ثلاثة مقاتلين من فرسان المعبد وفرسان الإسبتارية وقتل قائدي الهجوم روبرت دي أرتوا ووليم أوف ساليزبري.
راحت القوات المسلمة تهاجم المعسكر الرئيس للصليبيين الذين تحصنوا في معسكرهم ثمانية أسابيع في أمل انهيار القيادة في مصر حتى يقدروا على معاودة الهجوم. لكن وصل السلطان الأيوبي الجديد توران شاه إلى المنصورة في 28 فبراير عام 1250م لقيادة الجيش. فر الصليبيون إلى دمياط في 5 أبريل سنة 1250م بعد فشلهم في فك حصار المسلمين عليهم وفشل مفاوضات الصلح.
كانت بلدة أشمون الرمان بمركز دكرنس قاعدة لإقليم الدقهلية ومقر ديوان الحكم فيه إلى آخر أيام دولة المماليك حتى أصدر سليمان الخادم والى مصر أمرِا في سنة 933 هـ، 1527م بنقل ديوان الحكم من بلدة أشمون الرمان إلى مدينة المنصورة لتوسطها بين بلاد الإقليم وحسن موقعها على النيل بخلاف أشمون الرمان البعيدة عن النيل (طريق النقل) والتي لا تصلح لإقامة موظفي الحكومة بها. قال الرحالة التركي أوليا جلبي أن المنصورة يتبعها 320 قرية ويقام بها سوق أسبوع يجتمع فيه نحو 50 ألف شخص، وقال أن المدينة تضم 9000 دار وقصر وسراي و14 جامع و291 مسجد و6 مدارس و70 مكتب و40 سبيل وحمامان و18 خان و40 مقهى و1150 دكان و7 مصانع للزيوت و75 طاحونة و22 خان للمسافرين.
هاجمت بعض القبائل العربية من بني عمر وحبش حرام المدينة في عام 1679، فنهبوا المدينة وأطلقوا سراح السجناء الموجودين بسجن المدينة. ثم هاجمتها قبائل بن بقر في عام 1702 فلم يسكت عن هذا الأمر، وألقي القبض على شيخهم ولم يطلق سراحه إلا بعد أن دفع فدية كبيرة. وكان يقام بالمدينة سوق كبير أسبوعي للأقمشة الكتانية المصنعة بالمحلة، وكانت المدينة مستود للبضائع الأجنبية التي ترد مصر مثل الحديد والفحم، والبضائع التي تصدر كالزبد والجبن وزيت السمسم.
عين نابليون بونابرت الجنرال فيال قائدًا على مديريتي المنصورة ودمياط فسار إليهما بقواته في 10 أغسطس 1798 فدخل المنصورة وترك بها حامية عسكرية قاومها 120 جندي وتوجه إلى دمياط، غير أن أهل المدينة لم يصبروا على الحامية ففتكوا بمن فيها من الجنود، أحدث هذا الأمر الحماسة في نفوس أهالي القرى المجاورة فثاروا هم أيضا على الحكم الفرنسي. استعصت مدينة المنصورة على القوات الفرنسية، فسيرت الحملة إليها قوة كبيرة. وبعد علم الأهالي بقدومه، غادر معظم سكان المدينة، فدخلها الفرنسيون ووجدوها شبه خاوية، ففرضوا الجزية على من تبقّى فيها من السكان.
أنشئت بها مدرسة ابتدائية عام 1837 إلا أن المدرسة أُغلقت عام 1841 بعد الحرب المصرية العثمانية. كما أنشئ بها في نفس الفترة مصنع للغزل والنسيج به 120 دولاب و80 محلج وألحق بالمصنع مسبك للحديد ومصنع للبرادة والخراطة. انتشر في المنصورة مع إنشاء مسبك الحديد سابق الذكر حرفة المشغولات المعدنية فاستخدم الحديد في أبواب المنزل وأسوارها وأسوار الشرفات عوضًا عن الخشب. أنشئ قسم المنصورة في سنة 1871 وجعلت المنصورة قاعدة له ثم سمي مركز المنصورة من سنة 1881، ولاتساع دائرة المنصورة وكثرة أعمال الإدارة والضبط فيها أصدرت نظارة الداخلية في سنة 1890 قراراً بإنشاء مأمورية خاصة لبندر المنصورة منفصلة عن المركز.
ابتعلت مدينة المنصورة أثناء نموها قريتي ميت حدر وميت طلخا فضمتا إليها في 1903 مع قريتي البشطمير وجزيرة السيد على اللاوندي بزمامها الزراعي، الأربع قرى السابقة هي التي كانت تعرف في السجلات الحكومية باسم توابع المنصوة. تظاهر أهل المدينة عدة تظاهرات سلمية في ثورة 1919 قابلتها القوات البريطانية بقتل 19 متظاهر في يوم 18 مارس بالرصاص الحي. انطلقت شرارة مظاهرات ثورة 1935 بالمدينة في يوم 13 نوفمبر حينما خرج طلابها وطالباتها إلى الشوارع، تلتها أخرى يوم 16 نوفمبر اصطدمت فيها قوات الشرطة بالمتظاهرين ليصاب فيها مأمور بندر المنصورة وبعض من الجنود وبعض من المتظاهرين. خرجت المظاهرات مرة أخرى في 3 ديسمبر بسبب فصل بعض طلاب المدارس ومحاكمة أخرين ثم في يوم 9 و11 ديسمبر حتى أعيد دستور 1923.
ولكن المظاهرات عادت في فترة تشكيل وزارة علي ماهر فخرجت في يوم 27 يناير الذي استشهد فيه 3 طلاب برصاص الشرطة. كان يوجد في المدينة بعام 1933 نحو 18 مدرسة منها مدارس للأقباط والفرنسيسكان ومدرسة للجالية الإيطالية فضلا عن مدرسة للقبالة، فصل بندر المدينة إلى قسمين أول وثان في عام 1960 وضمت إليها قرى سندوب وكفر المناصرة وجديلة، وألغيت وحدة قرية قولنجيل وضمت للمدينة في عام 1970.
وقع في سماء المدينة وبالقرب منها معركة المنصورة الجوية يوم 14 أكتوبر 1973 أثناء حرب أكتوبر عندما اعترض سلاح الجو المصري تشكيلات من المقاتلات الإسرائيلية كانت تستهدف القواعد الجوية المصرية. اندلعت المعركة فوق سماء مدينة المنصورة، واستمرت 53 دقيقة، بمشاركة نحو 160 طائرة مقاتلة غالبيتها من الجانب الإسرائيلي. تذكر مصر أن الدفاعات الجوية والمقاتلات المصرية أسقطت 18 طائرة إسرائيلية وانسحبت البقية، بينما تعترف إسرائيل بسقوط طائرتين فقط. غيّرت الحكومة المصرية عيد القوات الجوية من 2 نوفمبر إلى 14 أكتوبر تخليدًا لذكرى هذا الحدث. شهدت المدينة في عام 2005 مظاهرات غير مسبوقة لحركة كفاية، كان في المدينة وقت ثورة 25 يناير في عام 2011 احتجاجات رافضة لنظام حسني مبارك فقيل أن مظاهرة يوم 6 فبراير شارك فيها ربع مليون شخص.

## الجغرافيا

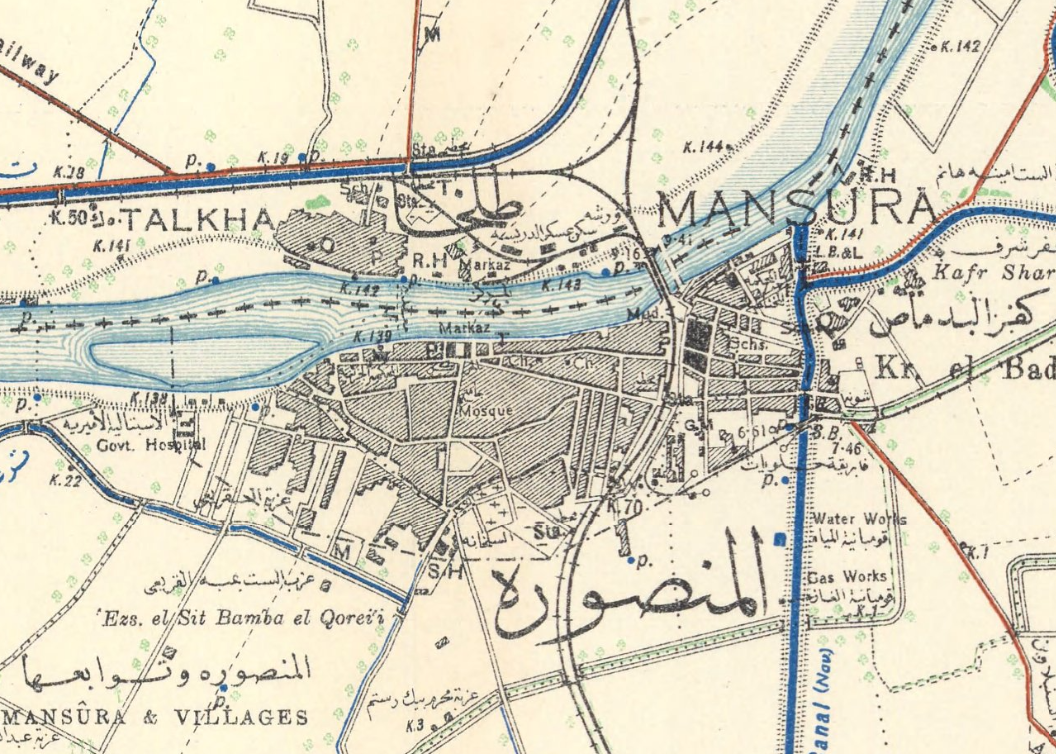
خريطة للمدينة سنة 1912

تقع المنصورة على الضفة الشرقية لنهر النيل - فرع دمياط ويقابلها على الضفة الغربية مدينة طلخا، ويحد المدينة من الشرق ترعة المنصورية ومن الجنوب طريق المنصورة دمياط المحلة الدائري وزمام قرية ميت خميس. تقوم المدينة على عدة طرق رئيسة أهمها شارع الجيش (مسار ترعة المنصورية سابقًا) الذي عليه عدد من المباني الخدمية للمدينة وشارع الجمهورية وشارع المشاية المحاذي للنيل وشارع الجلاء وشارع بورسعيد. أما الميادين فمن أشهرها ميدان سندوب وميت الشعلة وميدان جديلة والنصب التذكاري وميدان المحافظة وميدان أم كلثوم.

### النمو العمراني
كانت المدينة عند نشأتها تقتصر على قصر بجواره دور الأمراء والعساكر ومع الوقت جاءت إليها الأسواق والحمامات والفنادق واتسمت شوارعها في تلك الفترة بالضيق والتعرج، تأثر عمرانها أيضا بالمجاري المائية مثل فرع دمياط وترعة المنصورية وترعة أم جلال، بالإضافة إلى خط السكة الحديد الذي أنشئ سنة 1869، وامتد إليه العمران وتخطاه إلى أن التحم بقرية ميت حدر.
كما أدى بناء جسر طلخا الحديدي إلى استقامة الطرق وتنظيم النسيج العمراني للمدينة. وفي ذلك العهد ظهرت المباني الحكومية على جانبي فرع دمياط وبعضها على ترعة المنصورية. بلغت المساحة العمراني للمدينة نحو 2,13 كم مربع في عام 1903 أصبحت 4,04 كم مربع في بداية 1947، وفي هذه المرحلة أغلب العمران كان في الاتجاه الشمالي الشرقي فتخطى ترعة المنصورية وابتلع كفر البدماص وعزبة واصف وأمية حسين وكفر أبو دبوس.
ثم أصبحت مساحتها 10,2 كم مربع في بداية عام 1975 كان لهذا النمو عدة أسباب أولها قيام المصانع التي جذبت أهل الريف وإنشاء جامعة المنصورة وهجرة أهل القناة من مدنهم بعد حرب 1967. شهدت الفترة ردم ترعة أم جلاجل (1950) ليحل محلها شارع الجلاء وتحويل مأخذ ترعة المنصورية (1962) ليصبح مكانها شارع الجيش والتحام قرية جديلة بالمنصورة. بلغت مساحة الرقعة العمرانية نحو 14,46 كم مربع في بداية عام 1988 وفي هذه الفترة اتجه العمران نحو الجنوب بعد إنشاء الكوبري العلوي الذي وصلها بمدن المحلة وطنطا والإسكندرية والقاهرة ودمياط، ووصلت مساحة الكتلة السكنية إلى 17,83 كم مربع في عام 2003 وفي هذه الفترة أخذ النمو العمران اتجاه الشمال الشرقي حول شياختي جديلة وقولنجيل وفي الجنوب حول شياخة سندوب.

### المناخ
| البيانات المناخية لـالمنصورة      | البيانات المناخية لـالمنصورة | البيانات المناخية لـالمنصورة | البيانات المناخية لـالمنصورة | البيانات المناخية لـالمنصورة | البيانات المناخية لـالمنصورة | البيانات المناخية لـالمنصورة | البيانات المناخية لـالمنصورة | البيانات المناخية لـالمنصورة | البيانات المناخية لـالمنصورة | البيانات المناخية لـالمنصورة | البيانات المناخية لـالمنصورة | البيانات المناخية لـالمنصورة | البيانات المناخية لـالمنصورة |
| الشهر                             | يناير                        | فبراير                       | مارس                         | أبريل                        | مايو                         | يونيو                        | يوليو                        | أغسطس                        | سبتمبر                       | أكتوبر                       | نوفمبر                       | ديسمبر                       | المعدل السنوي                |
| --------------------------------- | ---------------------------- | ---------------------------- | ---------------------------- | ---------------------------- | ---------------------------- | ---------------------------- | ---------------------------- | ---------------------------- | ---------------------------- | ---------------------------- | ---------------------------- | ---------------------------- | ---------------------------- |
| متوسط درجة الحرارة الكبرى °م (°ف) | 19.0 (66.2)                  | 19.8 (67.6)                  | 22.4 (72.3)                  | 26.3 (79.3)                  | 32.1 (89.8)                  | 33.0 (91.4)                  | 32.6 (90.7)                  | 33.3 (91.9)                  | 32.0 (89.6)                  | 28.6 (83.5)                  | 25.0 (77.0)                  | 20.7 (69.3)                  | 27.1 (80.7)                  |
| المتوسط اليومي °م (°ف)            | 12.9 (55.2)                  | 13.5 (56.3)                  | 15.8 (60.4)                  | 19.0 (66.2)                  | 23.6 (74.5)                  | 25.7 (78.3)                  | 26.6 (79.9)                  | 26.8 (80.2)                  | 25.3 (77.5)                  | 22.8 (73.0)                  | 19.4 (66.9)                  | 14.9 (58.8)                  | 20.5 (68.9)                  |
| متوسط درجة الحرارة الصغرى °م (°ف) | 6.8 (44.2)                   | 7.3 (45.1)                   | 9.2 (48.6)                   | 11.8 (53.2)                  | 15.2 (59.4)                  | 18.4 (65.1)                  | 20.6 (69.1)                  | 20.4 (68.7)                  | 18.7 (65.7)                  | 17.0 (62.6)                  | 13.9 (57.0)                  | 9.1 (48.4)                   | 14.0 (57.3)                  |
| الهطول مم (إنش)                   | 13 (0.5)                     | 9 (0.4)                      | 6 (0.2)                      | 3 (0.1)                      | 3 (0.1)                      | 0 (0)                        | 0 (0)                        | 0 (0)                        | 0 (0)                        | 4 (0.2)                      | 7 (0.3)                      | 11 (0.4)                     | 56 (2.2)                     |
| المصدر: Climate-Data.org          |                              |                              |                              |                              |                              |                              |                              |                              |                              |                              |                              |                              |                              |

### التقسيم الإداري

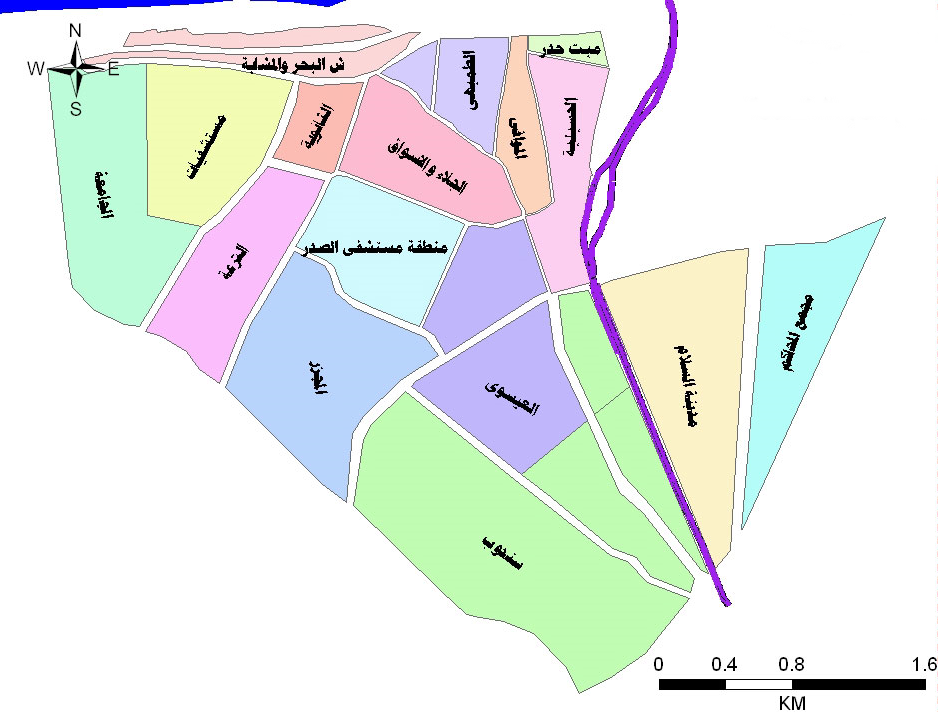
حي غرب المنصورة

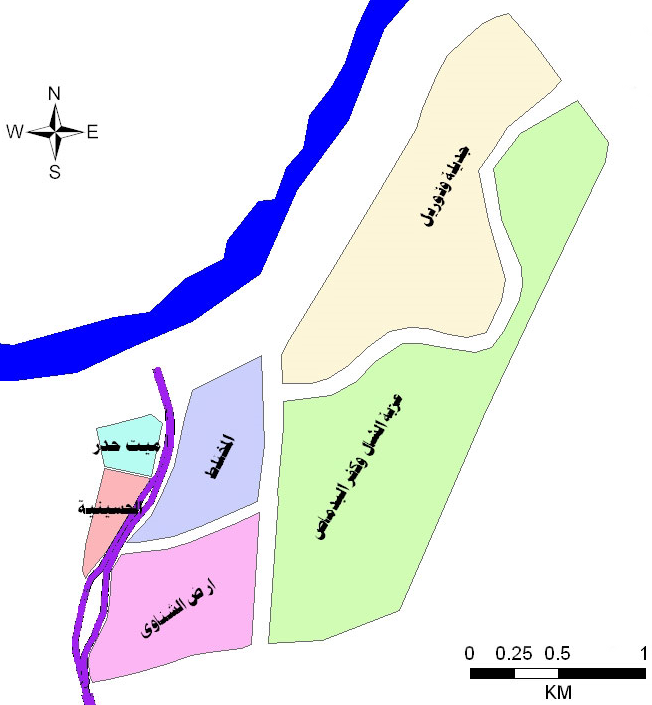
حي شرق المنصورة

تتكون المدينة من قسمين حي غرب (قسم أول) وحي شرق (قسم ثان) و12 شياخة 7 منها في حي شرق و5 بحي ثاني.
| حي غرب              | حي غرب            | حي شرق            | حي شرق            |
| الشياخة             | عدد السكان (2018) | الشياخة           | عدد السكان (2018) |
| ------------------- | ----------------- | ----------------- | ----------------- |
| ميت طلخا            | 130,452           | صيام              | 2443              |
| الحوار              | 41,915            | الحسنية (ميت حدر) | 3655              |
| ريحان               | 42,542            | البحر الصغير      | 38,749            |
| النجار              | 22,091            | المنصورية         | 13,715            |
| سندوب وكفر المناصرة | 88,589            | البدماص           | 108,707           |
| ـــــ               | ـــــ             | جديلة             | 47,437            |
| ـــــ               | ـــــ             | قولنجيل           | 29,977            |
| الجملة              | 325,588           | الجملة            | 244,683           |

### النقل
المدينة مربوطة بخط السكة الحديد وفيها محطتين واحدة مركزية بوسط المدينة والأخرى في سندوب، يمر على محطتي المدينة خط الزقازيق كفر صقر السنبلاوين المنصورة وخط المنصورة بورسعيد المار بدكرنس والمطرية. ترتبط المدينة كذلك بعدد من الطرق الإقليمية التي تصلها بمدن المحافظة والمحافظات الأخرى مثل طريق المنصورة المنزلة وطريق دمياط القاهرة الذي يمر على المنصورة معها شربين وأجا وميت غمر وبنها وطريق الزقازيق المار على السنبلاوين، وطريق طنطا دمياط الذي يمر على المحلة وسمنود فالمنصورة. يمر بالمدينة 26 خط سرفيس للنقل الداخلي يربط المدينة بمدن المحافظة وبالمدن الكبرى بمصر. يربط لين المدينة وطلخا جسرين هما كوبري طلخا المنصورة والكوبري العلوي الجديد بجنوب المدينة.

## السكان
المنصورة هي أكبر مدينة بالدلتا وسابع أكبر مدينة بمصر، فبلغ عدد ساكنها 635,124 نسمة في تقدير يوليو 2024. بلغ عدد سكان المدينة 7,500 نسمة إبان الحملة الفرنسية. ترجع القفزة الكبيرة في عدد سكان المدينة بين تعداد سكاني وأخر إلى زيادة معدل النمو الطبيعي والهجرة من الريف، فبلغ من هاجر إلى المدينة من الريف 25,902 نسمة بين تعدادي 1996 و2006 زادوا إلى 40,827 نسمة بين عامي 2006 و2016.
بشكل عام تضاعف عدد سكان المدينة 12 مرة بين تعدادي 1882 وتعداد 1996، والسبب يرجع إلى أهمية المدينة الإدارية والصناعية إذ أنها كانت أهم مراكز تجميع القطن في شرق الدلتا، وبها عدد من مصانع الغزل بالإضافة إلى ربطها بالمصانع الأخرى لهذه الصناعة في المحلة الكبرى وغيرها. يلاحظ من بيانات التعداد السكاني انخفاض نسبة الزيادة الطبيعية في فترة 1882-1937 ويرجع ذلك إلى عدم الاستقرار وانتشار الأمراض والأوبئة. هذا كله يؤدي إلى عدة مشاكل مثل زيادة أسعار الأراضي والشقق والبناء الأراضي الزراعية وانتشار العشوائية في البناء وعدة مشاكل أخرى في مجلات المرور والخدمات الحكومية والصحة العامة. يفاقم من هذه المشاكل أن المدينة حبيسة ليس لها ظهير صحراوي تفرغ فيه الزيادة السكاني التي لا تتحملها مرافق المدينة الحالية.
| السنة | حي أول  | حي ثاني | المجموع | السنة | حي أول   | حي ثاني  | المجموع |
| ----- | ------- | ------- | ------- | ----- | -------- | -------- | ------- |
| 1882  | 31,710  | 31,710  | 31,710  | 1966  | غير مُبيّن | غير مُبيّن | 191,459 |
| 1897  | 37,266  | 37,266  | 37,266  | 1976  | 150,015  | 109,372  | 259,387 |
| 1907  | 41,897  | 41,897  | 41,897  | 1986  | 178,212  | 129,295  | 307,507 |
| 1917  | 51,446  | 51,446  | 51,446  | 1996  | 200,265  | 161,771  | 362,036 |
| 1927  | 62,676  | 62,676  | 62,676  | 2006  | 428,292  | 428,292  | 428,292 |
| 1937  | 69,036  | 69,036  | 69,036  | 2017  | 310,350  | 233,231  | 543,581 |
| 1947  | 101,965 | 101,965 | 101,965 | 2024  | 362,614  | 272,510  | 635,124 |
| 1960  | 97,737  | 53,455  | 151,192 | ـــــ | ـــــ    | ـــــ    | ـــــ   |

### الدين
مثل باقي المدن المصرية معظم سكان المدينة مسلمون سنة مع وجود أقلية مسيحية أغلبها من الأقباط الأرثوذكس، فبلغ عدد مسلمي المدينة 305,013 نسمة وعدد المسيحين 12,482 ويهوديان و15 من أصحاب الديانات الأخرى في تعداد عام 1986 من أصل 307,507 سكان بالمدينة وقتها. يوجد في المنصورة 8 كنائس من أصل 16 كنيسة تتبع للإيبارشية المنصورة. كان يوجد بالمدينة جالية يهودية صغيرة لها معبدان أحدهما أنشئه إبراهيم حسين سنة 1898 والثاني أقامه مخلوف كوهين سنة 1908 أو سنة 1913، ومحفل ماجن دافيد، ومدرسة تلمود تواراه.

### الثقافة
أنشئت دار كتب بالمنصورة في عام 1918 في شارع الجمهورية أمام مبنى محافظة المنصورة على النيل، ونمت المكتبة من هبات أعيان وعلماء المنصورة ليبلغ عدد مقتنياتها 18,975 مجلد منها 338 مخطوطة. استخدمت مكتبة مصر العامة مقر دار الكتب وطورته ليصبح فرعًا لها بالمدينة، المساحة الكلية للمكتبة 2100 متر مربع منها مبنى المكتبة ومساحات خضراء. تتكون المكتبة من دور أرضي وأربع أدوار علوية، الأرضي للخدمات والأول لمكتبة الطفل والثاني لمكتبة الكبار والثالث قاعة ندوات والرابع غرف الإدارة. تحتوي المكتبة اليوم على 355 مخطوطة أكثرها من القرنين الثاني عشر والثالث عشر الهجري في مجالات الفقه واللاهوتيات والأدب والبلاغة وغيرها.

## الاقتصاد
تزدهر في مدينة المنصورة عدد من الصناعات الحرفية والتجارية، أبرزها صناعة الملابس وتجارتها إذ تُعد من أهم مراكز تجارة وتوزيع الملابس الجاهزة بالجملة والقطاعي على مستوى الدلتا، ويتوافد إليها التجار والمتسوقون من مختلف المناطق. كما تشتهر المدينة بورش الحدادة المنتشرة في سوق الحدادين بمنطقة الشيخ حسانين والتي تصنع فيها العديد من المنتجات المعدنية مثل عصارات القصب ومبردات المياه وأقفاص الطيور وأدوات المطاعم كالمفارم وأفران الغاز، إلى جانب معدات متنوعة تُستخدم في المحال التجارية. توجد في نفس المنطقة أيضا صناعة للأثاث والتريكو والصباغة.
ومن الصناعات الأخرى ضرب الأرز في مصانع بهرند وشرق الدلتا ومنتجات الألبان وتعبئة اللحوم والخشب الحبيبي والغزل والنسيج في شياخة سندوب والقرى المجاورة لها. أغلب تلك الصناعات السابق ذكرها موجودة في مجمع سندوب الصناعي. يوجد في قلب المدينة على شارع عبد السلام عارف منطقة صناعية صغيرة تُعرف بـ"حاضنة أعمال المنصورة"، وهي مساحة تحتضن مشروعات ناشئة تعمل على مدار الساعة. تضم الحاضنة 13 مشروعًا في مجالات متنوعة منها تصنيع شواحن الحواسيب المحمولة وأجهزة الشحن المحمولة ومنتجات النانو تكنولوجي والمناديل المعطرة وإضافات الأعلاف والمفروشات.
تعتبر الأنشطة التجارية ذات أهمية بالنسبة للمدينة وسكان المحافظة وتنتشر في ربوعها وبالأخص منطقة وسط المدينة الواقعة بين شارع السكة الحديدة وشارع سوق التجار الشرفي والغربي وشارع بورسعيد وشارع الجمهورية، ثم هناك سوق الجملة بشارع محمود شاهين وسوق الفاكهة بشارع مصطفى كامل وسوق الأسماك في مدين الشيخ حسانين وسوق الماشية وسوق ستوتة.

## التعليم
بلغ عدد الأميين بالمدينة 39,626 في تعداد 2017 ومن لديهم شهادة جامعية 128,272 نسمة وهم أكبر فئة تعليمية ثم تليهم فئة من لديهم تعليم فني 99,896 نسمة. بلغ العدد المقيدين في جميع فئات التعليم الثلاث 150,834 نسمة في تعداد 2017 وتقل فيها حالات التسرب من التعليم حيث بلغت (التحق وتسرب ولم يلتحق) 71,5530 نسمة. وبالمدينة مدرسة الجمعية اليونانية التي أنشئت بعام 1925 لتعليم أبناء الجالية اليونانية وكانت تؤهل المتخرج منها من الالتحاق بجامة القاهرة أو جامعة أثينا، أهدت الجالية اليونانية المدرسة لوزارة التعليم بالثمانينات لتعرف المدرسة باسم مدرسة المنصورة التجريبية للغات. وبها أيضا فرع لجامعة الأزهر فيه كلية أصول الدين والدعوة التي أسست عام 1978، وكلية اللغة العربية.

### جامعة المنصورة

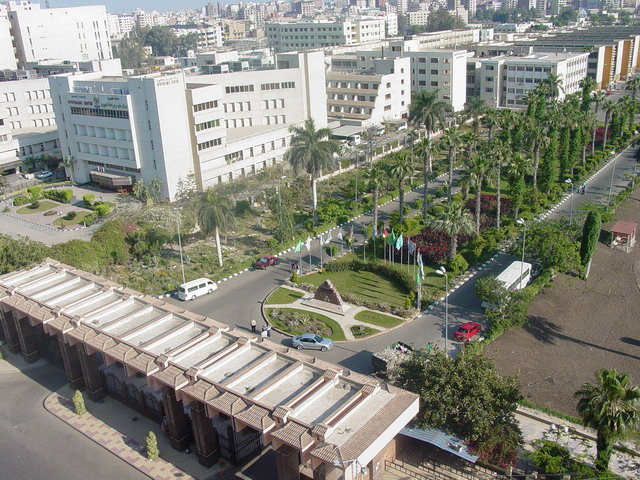
جامعة المنصورة

بدأت الجامعة بكلية الطب التي تأسست سنة 1962 فرعًا لجامعة القاهرة، وأصبحت جامعة مستقلة باسم جامعة شرق الدلتا في عام 1972، قبل أن يُعدّل اسمها رسميًا إلى جامعة المنصورة عام 1973. يرأس الجامعة اليوم شريف يوسف خاطر منذ 1 نوفمبر 2022.
يمتد الحرم الجامعي لجامعة المنصورة على مساحة تُقدّر بحوالي 300 فدان في الجهة الجنوبية الغربية من المدينة وفيه كليات: الطب وطب الأسنان والصيدلة والهندسة والزراعة والتجارة والحقوق والعلوم والتربية والتربية النوعية والآداب والحاسبات والمعلومات والتمريض والطب البيطري والتربية الرياضية والتربية للطفولة المبكرة والسياحة والفنادق والفنون الجميلة، كما يتبع للجامعة كليات في ميت غمر ومنية النصر.

## الطب والعلاج
مدينة المنصورة هي احدى المراكز الطبية في مصر فتكثر بها المستشفيات الكبيرة بمختلف التخصص الطبي والقدرة الاستيعابية للمرضى والعيادات الصغيرة لدرجة أنها تلقب عاصمة الطب، وأكبر مستشفياتها وأكثرها ازدحامًا:
- مستشفى المنصورة العام التي أسست عام 1979 وطورت عدة مرات في السنوات الماضية، بها 1261 سرير.[75]
- مستشفى المنصورة الدولي به 1147 سرير.[75]
- مستشفى الطوارئ أكبر وأهم مستشفى بالمدينة وبها 1435 سرير.[75]
- مستشفى المنصورة الجامعي بها 1092 سرير.[75]
- مستشفى الصدر والحميات التي أنشئت بعام 1968، وبها 432 سرير.[75][76]
- مستشفى الأطفال الجامعي بها 365 سرير.[77]
- مستشفى الرمد بها 275 سرير.[75]

### مركز الكلى والمسالك البولية
يُعد مركز أمراض الكلى والمسالك البولية بجامعة المنصورة واحدًا من أكبر المراكز الطبية أنشئ المركز بجهود الدكتور محمد أحمد غنيم وأساتذة قسم جراحة المسالك بكلية طب المنصورة، صدر قرار من المجلس الأعلى للجامعات بإنشاء المركز في 8 أغسطس 1981 وافتتحه الرئيس حسني مبارك في مايو 1983. افتتح في عام 1999 المبنى (F) امتداد للمركز وفيه عدد من الوحدات المتخصصة مثل وحدة الرنين المغناطيسي ووحدة ديناميكية التبول وغرفة فحص البروستاتا وجهاز تفتيت الحصوات وأقسام داخلية للأطفال ومرضى الكلى وجناح عمليات الأطفال. وللمركز مبنى منفصل للعيادات الخارجية افتتح في عام 2009.

### مركز الأورام
مركز الأورام بجامعة المنصورة هو واحد من أكبر وأحدث المؤسسات الطبية المتخصصة، المركز هو الثاني أهمية في مصر بعد المعهد القومي للأورام، يخدم المركز مرضى الأورام الموجودين في محافظات الدلتا وعدد من محافظات القناة. صدر قرار بإنشاء المركز في 29 أكتوبر 1984. وقد شُيّد المبنى على مساحة 2500 متر مربع داخل الحرم الجامعي بارتفاع 11 طابقًا وسعة إجمالية تصل إلى 500 سرير.

### مركز الجهاز الهضمي
أنشئت وحدة جراحة الجهاز الهضمي بمستشفيات جامعة المنصورة في عام 1976 لتقديم خدمات متقدمة في جراحات الكبد والقنوات المرارية والمعدة والقولون والبنكرياس ودوالي المريء، وتطورت الوحدة لتصبح مركز مستقل بدأ العمل فيه في 25 أبريل 1992 يخدم سكان المحافظة وأهل الدلتا والقناة، أجريت بالمركز أول عملية زراعة كبد ناجحة في 26 مايو 2004.

### مركز زراعة الكبد
افتتح الدكتور وزير التعليم العالي والبحث العلمي أيمن عاشور مع عدد من الشخصيات مركز زراعة الكبد بالجامعة في ديسمبر 2024 بالجامعة، أُنشئ المركز على مساحة 650 مترًا مربعًا، ويتكون من 9 طوابق تشمل غرف عمليات وعناية مركزة ومعامل طبية وعيادات خارجية. يأتي افتتاح هذا المركز دعمًا لجهود قسم زراعة الكبد بالجامعة والذي بدأ نشاطه في عام 2004 محققًا نجاحًا ملحوظًا بإجراء أكثر من 1150 عملية زراعة حتى الآن.

## الرياضة
يعد نادي المنصورة الرياضي الذي أسس عام 1932 باسم النادي الملكي من أقدم الأندية بمصر، صعد النادي إلى دوري الدرجة الأولى في سبتمبر 1955 وهو أول نادي من خارج القاهرة والمدن الساحلية يصعد له. وهو يلعب اليوم في الدوري المصري الدرجة الثانية. يلعب النادي مباريات العودة على استاد المنصورة الرياضي، والذي هو منشأة رياضية متكاملة تضم ملعبًا رسميًا لكرة القدم وحمام سباحة أولمبيًا وناديًا اجتماعيًا.
تملك جامعة المنصورة القرية الأولمبية التي تُعرف أيضًا بـ"استاد جامعة المنصورة". أُنشئت القرية على مساحة تقارب 34 فدانًا وتضم القرية استادًا رياضيًا يتسع لحوالي 12 ألف متفرج، ويشمل مضمارًا وميدان ألعاب قوى من الترتان. تحتوي القرية على صالة مغطاة بمساحة 3,000 متر مربع، وتُستخدم لتعليم كرة اليد والتايكوندو، وتضم مجمعًا لحمامات السباحة ومجمع للتنس الأرضي يضم ثلاثة ملاعب رملية، ومجمع للإسكواش ومدرجات و مركز للياقة البدنية. تُفتح أبواب القرية الأولمبية أمام طلاب الجامعة وأعضاء هيئة التدريس والراغبين من الخارج لممارسة الألعاب الفردية والجماعية.

## المعالم

### دار ابن لقمان

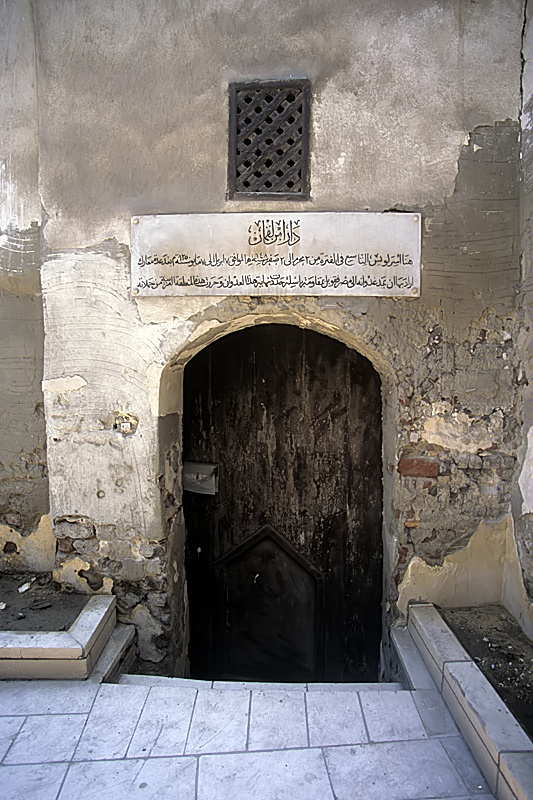
بوابة الدار

تقع دار ابن لقمان أو متحف المنصورة القومي وسط مدينة المنصورة على شارع بورسعيد، وقد أخذت شهرتها بعد أن سجن فيها لويس التاسع ملك فرنسا وقائد الحملة الصليبية السابعة بعد أسره في معركة فارسكور لمدة شهر حتى فدته زوجته وأطلق سراحه في 7 مايو 1250م. حول جزء من الدار إلى متحف افتتحه جمال عبد الناصر في عام 7 مايو 1960، وبقي جزء من الدار على حالته الأثرية الأولى، يحوي المتحف الكثير من اللوحات الزيتية والصور التي توضح دور الشعب المصري في مقاومة قوات الصليبين، إلى جانب بعض الملابس والأسلحة التي استخدمت في المعركة.

### المساجد

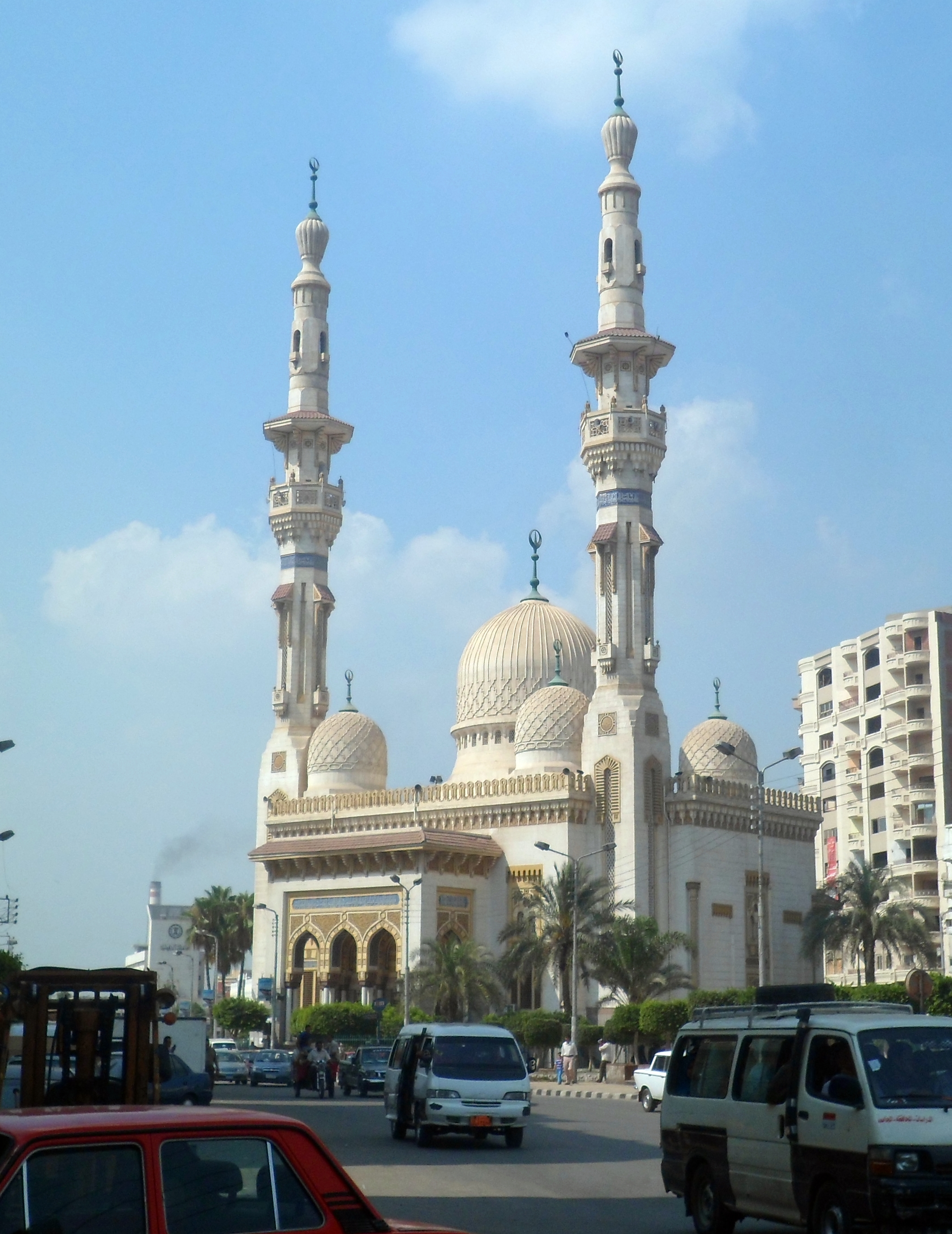
مسجد النصر

المنصورة كثيرة المساجد والمساجد الأثرية وكلها كان فيها فيما سبق دروس في الدين وحلق. ومن هذه المساجد مسجد الموافي ومسجد الشيخ ياسين ومسجد ريحان ومسجد النجار الذي هدم بنائه الأثري في عام 2013 ومسجد الكتخدا ومسجد إدريس كاشف ومسجد البهلول ومسجد الدولتي ومسجد الحرار ومسجد سيدي خالد ومسجد الأربعين ومسجد العجمي ومسجد الشيخ سنبل ومسجد الجعفرية ومسجد الشيخة عائشة.
أما مسجد الموافي فيقع وسط مدينة المنصورة بالقرب من دار ابن لقمان أسسه الملك الصالح نجم الدين أيوب والذي فيه قبر عبد الله الموافي. يقال أن المسجد بناه الصالح أيوب في عام 583 هجرية، جدد المسجد عدة مرات أخرها في التسعينات بعدما هدمت الأوقاف المسجد القديم لتبني أخر حديث. وهناك مسجد أخر مشهور وهو مسجد النصر في قلب ميدان الثورة بالمنصورة، وتأسس المسجد في عهد الرئيس جمال عبد الناصر في 1954 على مساحة تزيد على 4 آلاف متر مربع، وافتتحه الرئيس محمد أنور السادات بعد تجديده في عام 1974.

### القصور

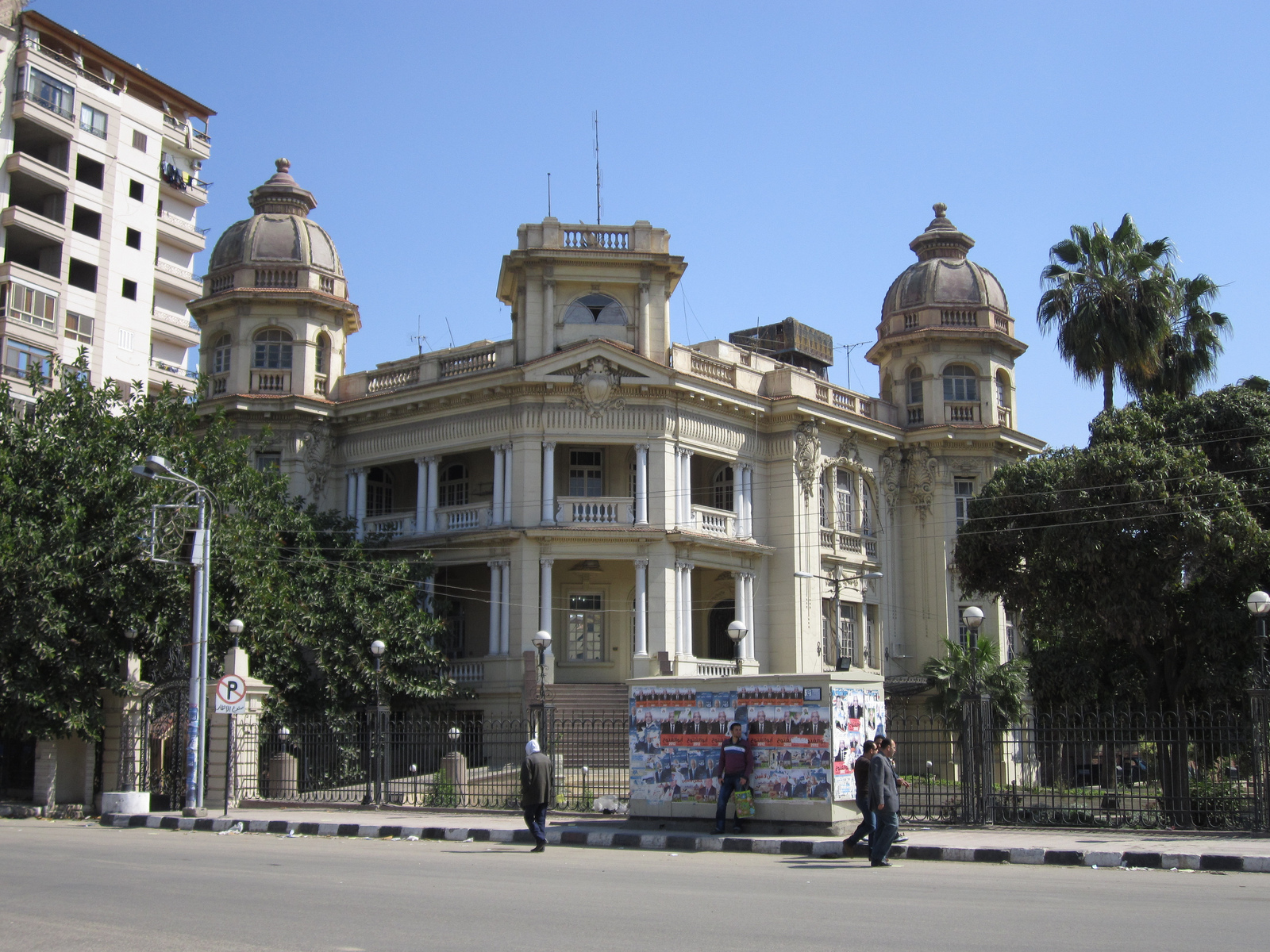
واجهة قصر الشناوي

يتفرد حي المختلط بين أحياء المنصورة بقصوره المبني على الطراز الأوروبي، يقع الحي بين شارع فريدة حسن وشارع الجمهورية بمحاذاة النيل وشارع الجيش الشرقي. أبرز قصور ذلك الحي قصر إسكندر المعروف باسم القصر الأحمر أو قصر البارون بالدقهلية، سمي بالأحمر بسبب لون جدرانه الخارجية المطليّة بذلك اللون وقصر البارون بسبب الشبه الكبير بينه وبين قصر البارون في القاهرة. بني القصر في عام 1920 على الطراز القوطي. لم يسلم القصر من الإهمال فأصبحت حديقته مكبًا للقمامة وانتُزعت نوافذه وأبوابه وسُرقت زخارفه، ونسجت حوله قصص من قبيل أنه مسكون ومأوى للمنحرفين.
والأخر قصر الشناوي الذي بني عام 1928 على الطراز المعماري الإيطالي، عرف القصر بقصر الأمة بعدما نزله على كبير من الشخصيات المصرية العامة مثل سعد زغلول ومصطفى النحاس باشا والملك فاروق. تملك القصر وزارة الثقافة بعدما اشترته عام 2005، خضع القصر لمشروع ترميم وتطوير على مرحلتين الأولى عام 2009 والثاني في أواخر شهر ديسمبر عام 2017، ولكن العمل توقف لعدم توافر اعتمادات مالية.

### الحدائق
كان يوجد بالمنصورة فيما سبق حديقة حيوان على مساحة 12,300 متر مربع كانت حديقة الحيوان الوحيد بالمحافظة كلها واحتوت على متحف للتحنيط وبيت للقرود وأخر للأسود والنمور وبحيرة للأوز والبجع والبط، أما اليوم فهي أرض خلاء يُعتزم تطويرها. ومثل حالها حديقة جزيرة الورد (شجرة الدرة) والتي كانت جزيرة في النيل ردم الفصل بينها وبين اليابسة وحولت إلى حديقة بمساحة 30 فدان، وتعتزم المحافظة تطويرها.

## الأعلام
- حسن الإمام (1919 - 1988) هو مخرج.[وب 30]
- رفعت السعيد (1932 - 2017) سياسي يساري ترأس حزب التجمع.[وب 31]
- صفاء أبو السعود (1950 -) ممثلة وإعلامية.[91]
- علي محمود طه (1901 - 1949) شاعر وأديب ووكيل دار الكتب المصرية.[92]
- ليلى فهمي (1938 - 2003) ممثلة.[93]
- مأمون الشناوي (1914 - 1994) شاعر.[وب 32]
- نجيب باشا محفوظ (1882 - 1974) جراح وطبيب نساء وتوليد.[94]

## معرض صور

نهر النيل من كوبري الجامعة
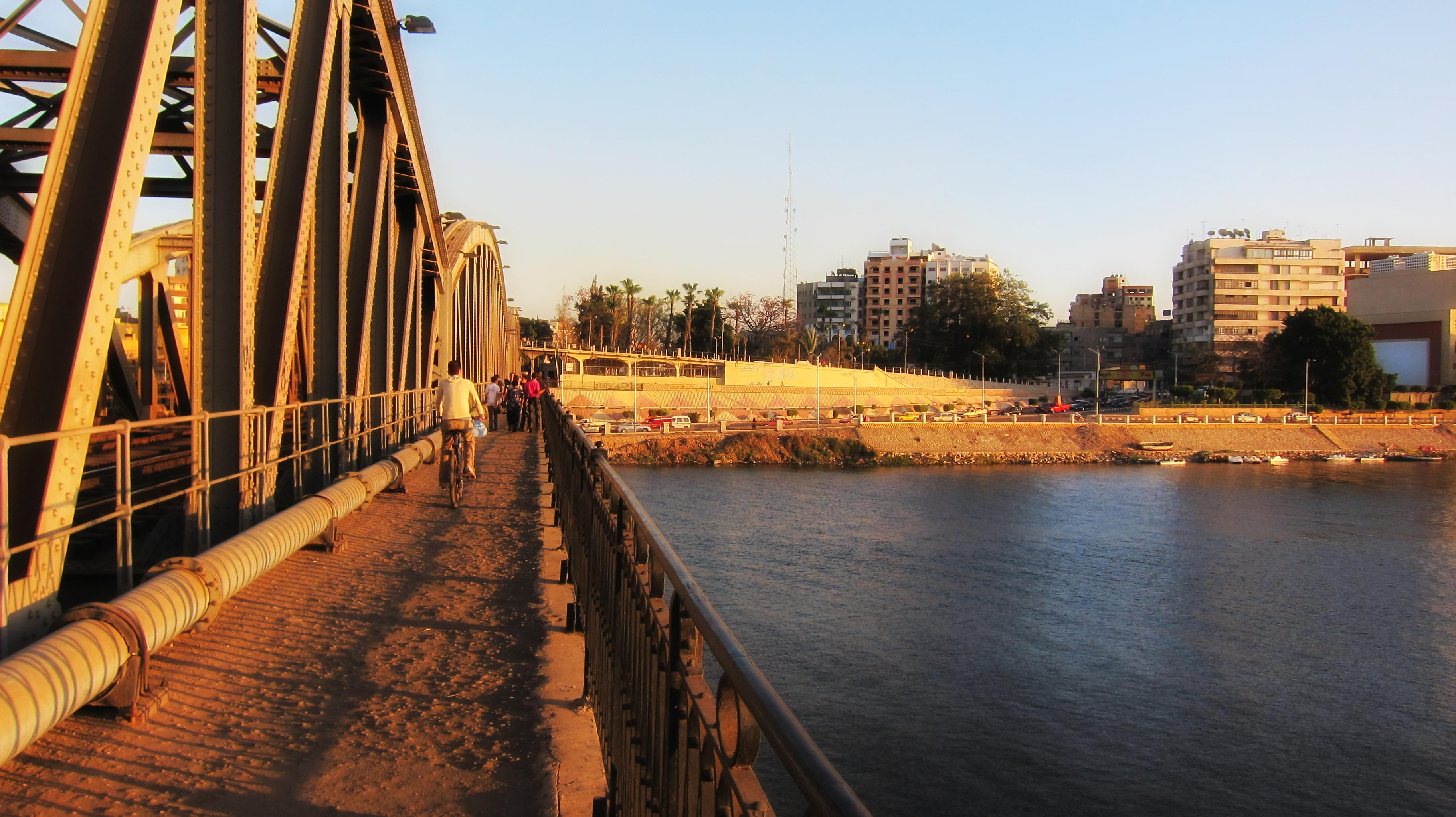
كوبري السكك الحديدية
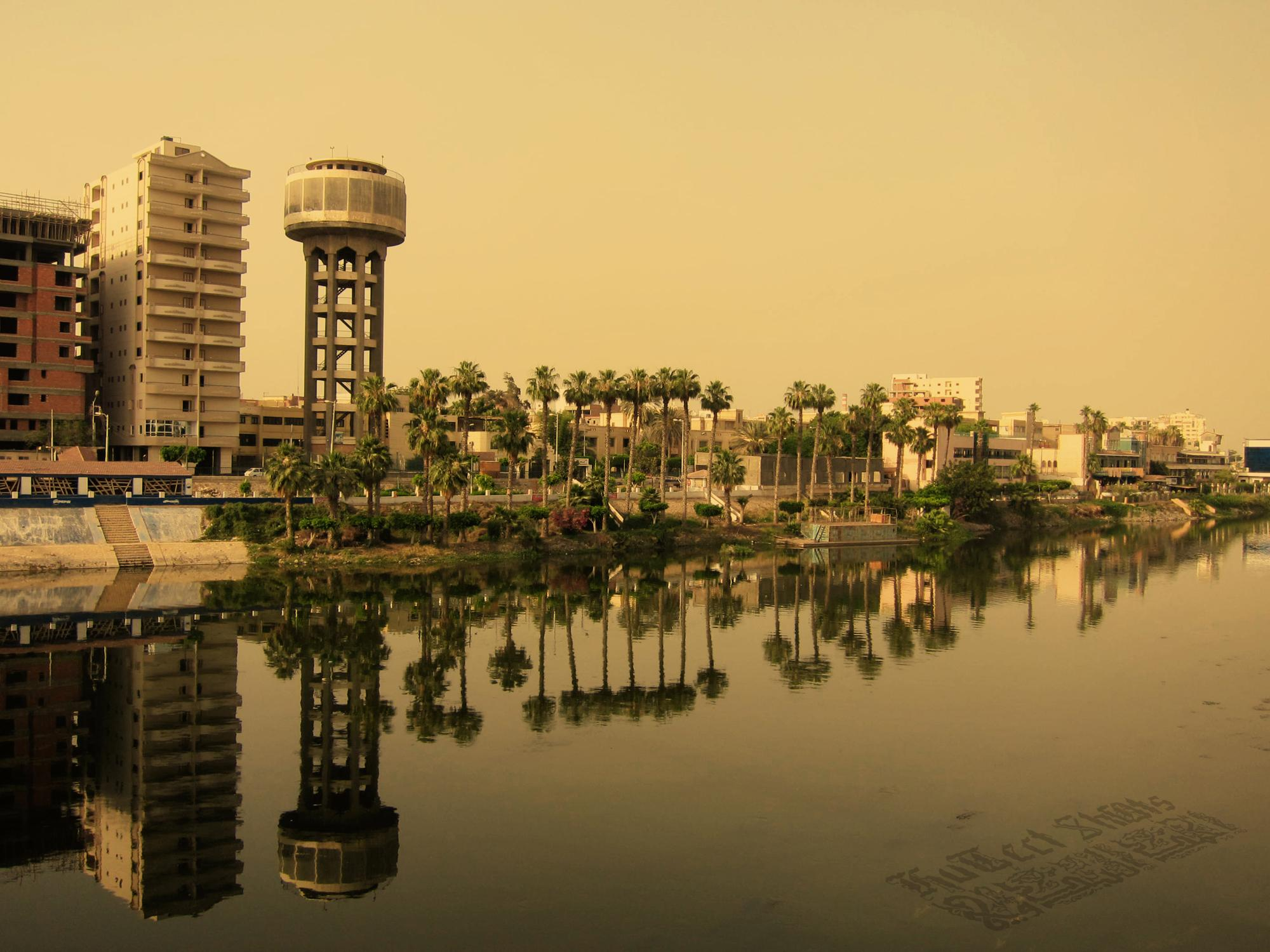
النخيل على ضفاف النيل
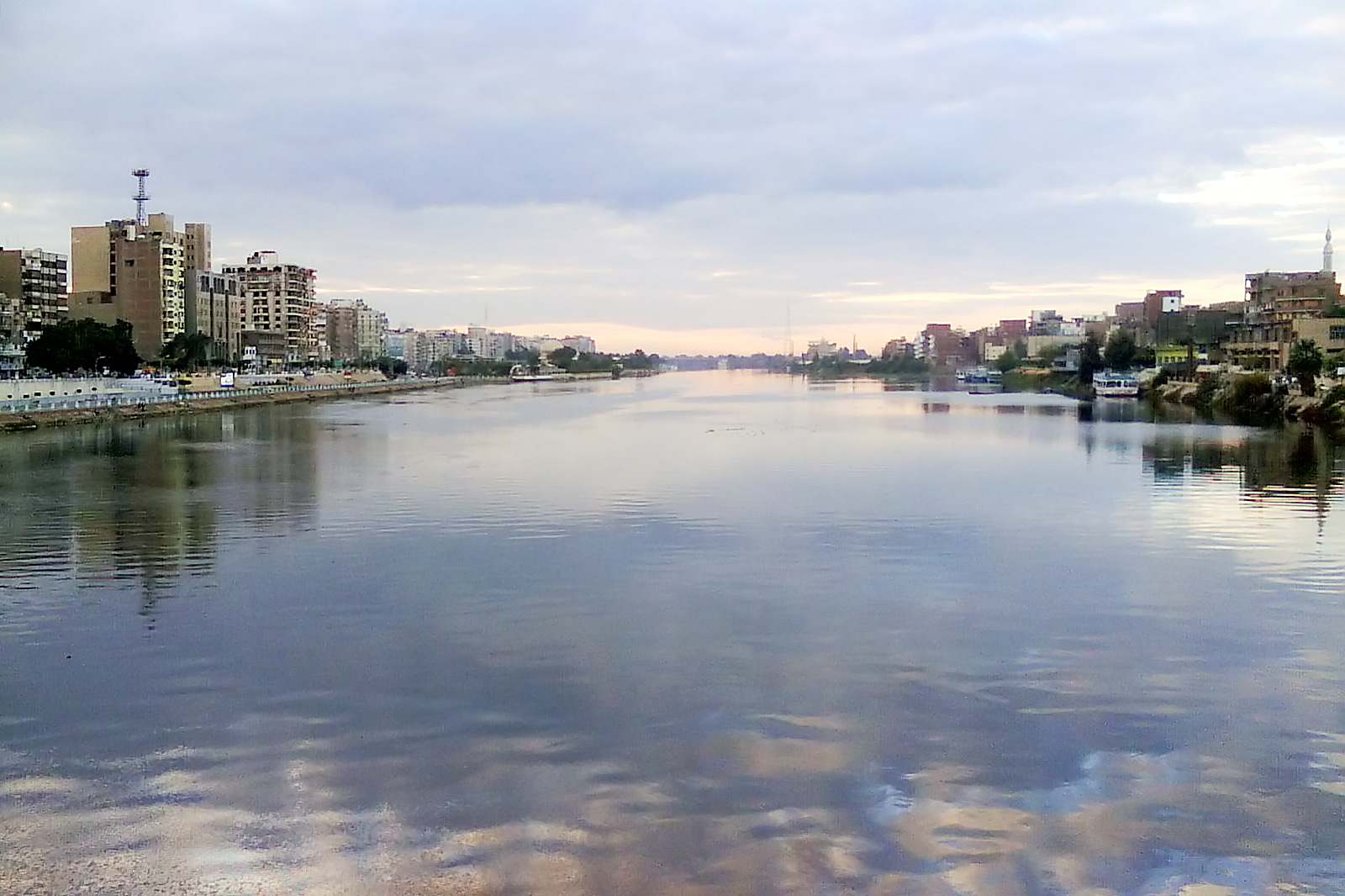
غروب الشمس بالمنصورة
النيل عند المدينة
صورة قديمة لأحد مساجد المدينة